# Jean-Pierre Spiero
Pour les articles homonymes, voir Spiero.
Jean-Pierre Spiero, né le 4 août 1937 à Düsseldorf et mort le 13 février 2012 à Paris, est un réalisateur français de télévision.

## Biographie
Diplômé de l'institut des hautes études cinématographiques (IDHEC), Jean-Pierre Spiero devient en 1959, assistant de Jean Renoir dans les films Le Testament du docteur Cordelier et Le Déjeuner sur l'herbe,
Il fait ses premiers pas à la télévision à 22 ans, en étant assistant de Denise Glaser dans l'émission Discorama.
À partir de 1964, il est aux commandes de nombreuses émissions de variété présentées par Michel Drucker comme Tilt Magazine,  Champs-Élysées, Stars 90 ou encore Studio Gabriel. Il réalise des téléfilms comme Notre correspondant à Madras, avec France Gall et Sacha Pitoëff dans les rôles principaux. En 1976, il réalise la 1re cérémonie des César qui a lieu au palais des congrès de Paris. Par la suite, Spiero réalise les grands directs d'évènements marquants, tels que la soirée inaugurale de la chaîne Canal+ en 1984, le cinquantième anniversaire du Débarquement en 1994 ou le passage en l'an 2000 aux îles Tonga. Il est aussi l'un des réalisateurs qui ont le plus travaillé avec la société AB production, en tournant sur le Club Dorothée et les sitcoms comme Hélène et les Garçons, Premiers Baisers ou encore Les Vacances de l'amour. En 1989, il crée, produit et réalise le Téléthon pendant une dizaine d'années, puis demeure conseiller artistique de la production par la suite. Une des dernières émissions qu'il réalisa pour la télévision fut C'est mon choix sur France 3 au début des années 2000.
À partir de 2008 et jusqu'à sa mort, Jean-Pierre Spiero est adjoint délégué aux affaires culturelles et aux traditions auprès du maire divers gauche d'Aigues-Mortes (Gard), Cédric Bonato. Parallèlement, il est administrateur puis vice-président du conseil d'administration de la Société des auteurs, compositeurs et éditeurs de musique (SACEM).
Il meurt le 13 février 2012, à l'âge de 74 ans. Il est inhumé à Aigues-Mortes.
Il est le père de l'animateur de radio et de télévision Florian Gazan (1968-), sociétaire coutumier des Grosses têtes époque Laurent Ruquier.